# کیمیتوشی نوگاوا
کیمیتوشی نوگاوا (انگلیسی: Kimitoshi Nōgawa؛ زادهٔ ۶ فوریهٔ ۱۹۸۴) بازیکن فوتبال اهل ژاپن است.
از باشگاه‌هایی که در آن بازی کرده‌است می‌توان به باشگاه فوتبال برشا و باشگاه فوتبال گورنیک زابژه اشاره کرد.
وی همچنین در تیم ملی فوتبال ژاپن بازی کرده‌است.